# Jacopo Castagna
Jacopo Castagna, noto anche con lo pseudonimo di Le Larve (Roma, 15 novembre 1993), è un doppiatore e cantautore italiano.

## Biografia
Figlio della doppiatrice Ilaria Stagni e del direttore di doppiaggio e dialoghista Anton Giulio Castagna e perciò nipote dei doppiatori Vittorio Stagni e Lorenza Biella, esordisce come attore nel 2001 interpretando un piccolo ruolo nel film indipendente The House of Chicken, prodotto dalla madre e diretto da Pietro Sussi, secondo marito della madre da cui ha avuto il fratello Alessandro. L'anno seguente inizia la carriera da doppiatore; tra i suoi doppiaggi più rilevanti c'è quello di Barney Clark in Oliver Twist, di Freddie Highmore in Arthur e il popolo dei Minimei e di Dylan Sprouse nella serie TV Zack e Cody al Grand Hotel. Tra i personaggi animati a cui ha dato voce si segnalano Lucas Nickle nel film Ant Bully - Una vita da formica, Near nell'anime Death Note e Pantalaimon nel film La bussola d'oro, per il quale ha vinto, insieme ad altri sei colleghi, il premio Giovani Doppiatori al Gran Premio Internazionale del Doppiaggio del 2008.
Nel 2011 fonda il progetto musicale Le Larve, pubblicando il singolo di debutto American Express. A partire dal 2014, Castagna prosegue il progetto musicale come solista, per poi firmare un contratto discografico con l'etichetta indipendente LDM con la quale pubblica, con la produzione di Giovanni Pallotti e Davide Sollazzi, l'album di debutto Non sono d’accordo, uscito nel 2016. Nel 2018, Castagna lascia l'etichetta dopo aver incontrato Davide Maggioni con cui firma un contratto di management, subentrando all'Universal Music. Nell'ottobre 2020, viene selezionato per il programma AmaSanremo, che funge da semifinale per Sanremo Giovani 2020, con il brano Musicaeroplano.

## Doppiaggio

### Film
- Freddie Highmore in Un'ottima annata - A Good Year, Arthur e il popolo dei Minimei, La bussola d'oro
- Joe Prospero in Neverland - Un sogno per la vita
- Barney Clark in Oliver Twist
- Jack Rovello in The Hours
- Jeremy Sumpter in Soul Surfer
- William Melling in Harry Potter e il calice di fuoco
- Thomas Mann in Beautiful Creatures - La sedicesima luna
- Jimmy Bennett in Hostage
- David Dorfman in Drillbit Taylor - Bodyguard in saldo
- Frazer Bird in Nowhere Boy
- Luke Treadaway in Heartless
- Asher Axe in Changeling
- Brandon Craggs in Bad News Bears - Che botte se incontri gli Orsi
- Tristan Lake Leabu in Superman Returns
- Raphaël Coleman in Nanny McPhee - Tata Matilda
- Chase Ellison in Mysterious Skin
- Gus Lewis in Batman Begins
- Zachary Infante in School of Rock
- Jordon Dorrance ne I segreti del lago
- Soren Fulton in Thunderbirds
- Jacob Smith in Hansel & Gretel
- Nick Reidy ne La donna perfetta
- Virgil Leclaire in Una lunga domenica di passioni
- Vincent Valladon in Big City
- Fernando Tielve ne La spina del diavolo
- Jonathan Salomonsson in We Are the Best!
- Theodore Chester in Peter Pan
- Spencer Daniels ne Il curioso caso di Benjamin Button
- Dillon Freasier ne Il petroliere
- Nathan Gamble in Babel
- William May in Bratz
- Zach Mills in Hollywoodland
- Michael-James Olsen in X-Men le origini - Wolverine
- Oliver Davis in Slevin - Patto criminale
- Jonathan Reyes ne I muri alti - Les Hauts Murs

### Film di animazione
- Jim Hawkins da bambino ne Il pianeta del tesoro
- Rodney da bambino in Robots
- Lucas Nickle in Ant Bully - Una vita da formica
- Janus in A spasso col panda

### Serie televisive
- Dylan Sprouse in Zack e Cody al Grand Hotel, Che vita al Grand Hotel, Hannah Montana
- Justin Preston in DISconnected - La vita in un click
- Daniel Williams in Frankenstein
- Graham Rogers in Quantico
- Rarmian Newton in Rise
- James Jagger in Vinyl
- Jesse Carere in Skins
- Shane Kinsman in Desperate Housewives
- Nick Benson in Summerland
- Dalmar Abuzeid in Degrassi: The Next Generation
- Qaasim Middleton in The Naked Brothers Band
- Jonas Strand Gravli in Ragnarok
- Evan Crooks in Diario di una nerd superstar
- Jordan Dang e Tyler Patrick Jones in Ghost Whisperer - Presenze
- Valentino Giovannetti in Incorreggibili
- Jorge López in Soy Luna

### Cartoni animati e anime
- Garcia Lovelace in Black Lagoon
- Chris Thorndyke in Sonic X
- Tory Froid in MegaMan NT Warrior, MegaMan NT Warrior Axess
- Near in Death Note
- Novu Moru in B-Daman Crossfire
- Remy Buxaplenty (4ª voce) in Due fantagenitori
- Bertholdt Hoover (1ª voce) ne L'attacco dei giganti
- Kai in Inuyasha: The Final Act
- Kyle in Looped - È sempre lunedì
- Atharv in Mobile Suit Gundam GQuuuuuuX

## Discografia

### Album in studio
- 2016 – Non sono d'accordo
- 2024 - La versione di un matto

### Singoli
- 2011 – American Express
- 2018 – Semplice
- 2019 – Lunedì
- 2019 – Ho visto la Madonna
- 2020 – Piove
- 2020 – Musicareoplano
- 2021 – Quella cosa
- 2021 – Camminando
- 2022 – Matilde
- 2022 – Io voglio (Solo)
- 2022 – Fine della festa
- 2024 – Invisibile
- 2022 – Incel (Amico mio)